# Поступальський Сергій Леонідович
Сергі́й Леоні́дович Поступа́льський — український військовослужбовець, полковник Збройних сил України, учасник російсько-української війни.

## Життєпис
Після закінчення Одеського інституту сухопутних військ призначений командиром розвідувальної роти 24-ї мотострілецької дивізії.
Від 2020 — командир 24-ї окремої механізованої бригади.
Був командиром 24-ї окремої механізованої бригади до свого поранення у березні 2022-го року

## Нагороди
- орден Богдана Хмельницького III ступеня (12 жовтня 2017) — за вагомий особистий внесок у зміцнення обороноздатності Української держави, мужність, самовідданість і високий професіоналізм, виявлені під час бойових дій, зразкове виконання службових обов'язків[1].
- орден «За мужність» III ступеня (8 березня 2022) — за особисту мужність і самовіддані дії, виявлені у захисті державного суверенітету та територіальної цілісності України, вірність військовій присязі[2].